# Borsi
Borsi  este un oraș în Grecia în prefectura Elida.